# Universidad Estatal de Gorno-Altaisk
La Universidad Estatal de Gorno-Altaisk (Горно-Алта́йский госуда́рственный университе́т, GAGU, o GASU por su sigla en inglés) es una institución de educación superior situada en la República de Altái, en la ciudad de Gorno-Altaisk.

## Historia
La Universidad Estatal de la provincia autónoma de Gorno-Altaisk fue fundada en 1949 como Instituto Pedagógico. Se encuentra ubicada en la ciudad de Gorno-Altaisk, República de Altái, Rusia. En 1993 se le concedió la categoría de Universidad. En la actualidad cuenta con más de 5 500 estudiantes y unos 100 estudiantes de postgrado. Asimismo, dispone de unos 400 profesores e instructores, siendo más de la mitad de ellos de materias científicas.

## Estructura
La Universidad tiene 10 Facultades y varios centros superiores de investigación, que ofrecen formación en 30 especialidades:
- Facultad de Biología y Química
- Facultad de Geografía
- Facultad de Historia
- Facultad de Física y Matemáticas
- Facultad de Agricultura
- Facultad de Filología
- Facultad de Lenguas
- Facultad de Economía
- Facultad de Derecho
- Facultad de Psicología y Ciencias de la Educación
- Escuela de Agricultura